# Berthold Schwarz
Berthold Schwarz, alquimista y fraile franciscano alemán, cuyo verdadero nombre se cree era Konstantin Angeleisen o Anklitzen. Nació en Friburgo, Brisgovia, probablemente a principios del siglo XIV y murió en 1384. Tradicionalmente se le atribuyó la invención de la pólvora, aunque ya era conocida en China desde siglos atrás, y en Europa Roger Bacon ya la menciona en sus escritos un siglo antes.

## Biografía
Ha habido bastante controversia sobre su participación en el descubrimiento que se le atribuye. Tomó el nombre de Berthold en el claustro de su religión, a la que se adjuntó el adjetivo Schwarz (negro) y "el Barthel Negro", ya sea a causa del color de su hábito o a causa de su afán por las artes negras. Fue gracias a sus estudios de alquimia que descubrió las propiedades explosivas de la pólvora. Se dice que la descubrió en la cárcel bajo la acusación de brujería. Según otras versiones, la descubrió en Colonia o en Goslar.
La historia de la invención de la pólvora está envuelta en la oscuridad. Los chinos y los árabes ya conocían las mezclas inflamables en el 660. Roger Bacon (1214-1294) menciona las propiedades explosivas de las mezclas de salitre en De secretis operibus Artis et Naturae, aunque no se atribuye el descubrimiento. El primero que le atribuye el descubrimiento  y su posterior aplicación al fraile de Friburgo parece haber sido Hemmelin Félix (1389-1446) de Zúrich en su escrito De nobilitate et rusticitate Dialogus (1450), donde menciona vagamente que el descubrimiento fue hecho dentro de los 200 años de la fecha de su escritura. Sin embargo muchos escritores posteriores le sitúan en el siglo XIV, y mientras que algunos dicen que fue en 1354 (la fecha inscrita en su monumento), otros simplemente le dan crédito por la invención de las armas de fuego y en particular los cañones de bronce. Para un estudio crítico de la cuestión, véase C. F. Hansjacob, quien llega a la conclusión de que Berthold vivió en el siglo XIII, y sugiere la posibilidad de que Bacon haya aprendido la fabricación de la pólvora de él. Aunque tal vez sea imposible determinar con certeza si fue el primero en descubrir la pólvora, es comúnmente aceptada la idea de que inventó las armas de fuego, o simplemente ideó su aplicación a la guerra y la caza.

## Homenajes
En su ciudad natal, Friburgo, le erigieron un monumento en 1853.